# Orestis Karnezis
Orestis Spiridon Karnezis, más conocido como Orestis Karnezis (en griego: Ορέστης Καρνέζης; Atenas, Ática, Grecia, 11 de julio de 1985) es un exfutbolista griego que jugaba como portero.

## Trayectoria

### Panathinaikos
Nacido en Atenas, se formó en el OFI Creta y comenzó su carrera como futbolista profesional en el Panathinaikos en 2007. Dio grandes actuaciones y salvó a su equipo en los momentos cruciales.

### Udinese
El 22 de julio de 2013 firmó un contrato de cinco años con el Udinese italiano, pero fue cedido de inmediato al Granada español.

### Granada
Hizo su debut en la Primera División de España con el Granada con una derrota por 3-0 ante la U. D. Almería, el 4 de enero de 2014. El portero jugó a los principios de la temporada en los dos partidos de la Copa del Rey contra la A. D. Alcorcón, el 8 y 18 de diciembre de 2013.

### Watford
Posteriormente, fue cedido al Watford F. C. inglés para la temporada 2017-18.

### Napoli
El 5 de julio de 2018 se desligó del Udinese para ser el nuevo fichaje del Napoli. El 18 de agosto debuta en la fecha 1 de la Serie A, en el partido de visitante contra la Lazio, que termina con marcador de 2 a 1 a favor del conjunto napolitano. Karnezis juega algunos partidos de la liga italiana alternándose con David Ospina. Con el regreso de Alex Meret al campo después de una larga lesión, Karnezis se convierte en el tercer portero del Napoli; sin embargo, logra jugar los últimos dos partidos de la temporada: contra el Inter de Milán y el Bologna. En su primera temporada con los azzurri, el guardameta griego totaliza 9 presencias y 7 goles recibidos. Durante su segunda temporada en el Napoli, no jugó ningún partido, pero ganó la Copa Italia.

### Lille
El 4 de septiembre de 2020 se hizo oficial su traspaso al Lille O. S. C. francés. Tras abandonar el club al término de la temporada 2021-22, decidió poner fin a su carrera.

## Selección nacional
Sus buenas actuaciones le llevaron selección de fútbol de Grecia. El entrenador Fernando Santos lo llamó para un partido amistoso el 29 de febrero de 2012 contra Bélgica, en el que hizo su debut internacional, jugando todo el partido. Desafortunadamente para Karnezis, Fernando Santos no le llamó para la Eurocopa 2012. Fernando Santos, dijo: 

Si Karnezis sigue adelante de esa manera, estará sin lugar a dudas en la escuadra de la selección griega para los partidos de clasificación del Mundial 2014.

Y, de hecho, fue llamado a formar parte de la Selección Nacional Griega, tanto para un partido amistoso con Noruega.
El 19 de mayo de 2014 el entrenador de la selección griega Fernando Santos lo incluyó en la lista final de 23 jugadores que representarían a Grecia en la Copa Mundial de Fútbol de 2014 en Brasil.

### Participaciones en Copas del Mundo
| Mundial                        | Sede   | Resultado        |
| ------------------------------ | ------ | ---------------- |
| Copa Mundial de Fútbol de 2014 | Brasil | Octavos de final |

## Clubes
| Club                   | País       | Año       |
| ---------------------- | ---------- | --------- |
| Panathinaikos F. C.    | Grecia     | 2007-2013 |
| Udinese Calcio         | Italia     | 2013-2018 |
| Granada C. F. (cedido) | España     | 2013-2014 |
| Watford F. C. (cedido) | Inglaterra | 2017-2018 |
| S. S. C. Napoli        | Italia     | 2018-2020 |
| Lille O. S. C.         | Francia    | 2020-2022 |

## Palmarés

### Títulos nacionales
| Título               | Club                | País    | Año     |
| -------------------- | ------------------- | ------- | ------- |
| Superliga de Grecia  | Panathinaikos F. C. | Grecia  | 2009-10 |
| Copa de Grecia       | Panathinaikos F. C. | Grecia  | 2008-09 |
| Copa de Grecia       | Panathinaikos F. C. | Grecia  | 2009-10 |
| Copa Italia          | S. S. C. Napoli     | Italia  | 2019-20 |
| Ligue 1              | Lille O. S. C.      | Francia | 2020-21 |
| Supercopa de Francia | Lille O. S. C.      | Francia | 2021    |

### Distinciones individuales
| Distinción                | Año        |
| ------------------------- | ---------- |
| Portero del año en Grecia | 2012, 2013 |

## Vida personal
En mayo de 2015, su pareja Silia dio a luz a su primer hijo Odysseos Karnezis en Atenas, Grecia, por lo que el guardameta se expresó muy contento y orgulloso, ya que el acontecimiento ha sido "uno de los más importantes en su vida", sumándose también a la buena racha que ha tenido en Udinese, al otorgársele la Zebretta d'Oro.